# Fuzja błon
Fuzja błon – zlanie się warstw lipidowych dwóch błon z wytworzeniem wspólnej błony, której cząsteczki ulegają wymieszaniu zachowując jednak budowę dwuwarstwową. Fuzja może zachodzić między błonami komórkowymi dwóch komórek i wtedy powstaje jedna odpowiednio większa komórka, która zawiera cytoplazmę obu sfuzowanych komórek i dwa jądra. W warunkach naturalnych fuzja najczęściej zachodzi między błonami struktur cytoplazmatycznych oraz między nimi a błoną komórkową.